# Айхингер (герб)
Айхингер (пол. Aichinger, Achinger, Ajchinger, Ajchigier, Bażyński, Wiewiórka) — польский шляхетский герб.

## Описание
В золотом поле белка на мураве вправо; в нашлемнике видна выходящая белка между двумя оленьими рогами или слоновьими хоботами. Герб этот принесён из Германии.

## Используют
Герб Ахингер внесен в Часть 1 Гербовника дворянских родов Царства Польского, стр. 35. Герб употребляют: Барвинские, Ихнатовские.